# Megdet Rahimkulov
Mihail Rahimkulov (en russe : Михаил Николаевич Рахимкулов), également connu sous le nom de Megdet Rahimkulov, né le 16 octobre 1945 à Moscou, est un homme d’affaires hongrois d'origine russe et tatare. Il était l'un des dirigeants de Gazprom et également l’ancien chef de la banque Panrusgaz et de la banque Általános Értékforgalmi. Il est 1 468ème sur la liste mondiale des milliardaires Forbes. Il est la personne la plus riche de Hongrie et l’un des principaux propriétaires de la banque OTP.
Ses actifs sont maintenant gérés par une holding à Chypre.

## Jeunesse
Rahimkulov fait ses études supérieures à l'Institut économique et financier de correspondance. Il obtient son diplôme en 1973. En 1978, Rahimkulov obtient également un deuxième diplôme de l’Université d’État de gestion de Moscou.
En 1971, Rahimkulov, encore étudiant, occupe un poste au ministère de l'Industrie gazière de l'URSS.

## Carrière
Après avoir obtenu son diplôme de l’Université d’État de gestion, Rahimkulov devient chef adjoint de Soyuzgazavtomatiki, une entreprise de Mingazprom. De 1989 à 1992, il est directeur général de Gazexport. En 1992, Rahimkulov est nommé directeur général de OOO Interpromkom (InterProm), une société fournissant du matériel informatique à Gazprom.
Rahimkulov devient directeur général et actionnaire à hauteur de 10% de la coentreprise Gazprom-MOL au milieu des années 90. MOL est une multinationale hongroise de pétrole et de gaz. Lorsque Gazprom acquiert AEB, une banque hongroise, Rahimkulov maintient une participation directe de 6% dans la banque jusqu'en 2011. Rahimkulov et ses fils, Ruslan et Timur, vendent la totalité de leurs parts de MOL à VCP Capital Partners Unternehmensberatung AG en septembre 2011.
Rahimkulov achète par la suite des actions d'OTP, une grande banque hongroise, avec le produit de la vente de MOL. Depuis septembre 2017, lui et ses fils détiennent 24 186 511 actions d'OTP, ce qui leur confère une participation de 8,64% .
Depuis 2003, il est président de Zalakeramia ZRt.